# Île aux Vacoas
L'île aux Vacoas, souvent appelée îlot Vacoas, est un îlot de la baie de Grand Port, à l'est de l'île principale de la république de Maurice et à proximité immédiate de l'île de la Passe et de l'île aux Fouquets, entre lesquelles il se trouve. Il constitue l'un des parcs nationaux de Maurice.